# Данило Росафио
Данило Росафио (енгл. Danilo Rosafio; Најроби, 16. август 2001) кенијски је пливач чија ужа специјалност су спринтерске трке слободним стилом. 

## Спортска каријера
Росафио је дебитовао на међународним пливачким такмичењима 2017. на Светском јуниорском првенству у Индијанаполису. У децембру 2018. по први пут је наступио на сениорском Светском првенству у малим базенима у кинеском Хангџоуу.
Почетком марта 2019. добио је стипендију Међународног олимпијског комитета у оквиру програма за припреме спортиста из сиромашних земаља за наступ на Олимпијским играма у Токију 2020. године.
Деби на светским првенствима у великим базенима је имао у корејском Квангџуу 2019. где се такмичио у четири дисциплине. Најбољи појединачни резултат је остварио у квалификацијама трке на 50 слободно које је окончао на 69. месту у конкуренцији 130 пливача, док је трку на 100 слободно завршио на 83. месту. Пливао је и за мешовите мушко-женске штафете на 4×100 мешовито (26) и 4×100 слободно (25. место).